# Voorschoten
Voorschoten (nizozemska izgovorjava: [ˈvoːrsxoːtə(n)] ()) je vas in občina v zahodni Nizozemski, v provinci Južna Holandija. Je manjše mestece v Randstadu, ki ga obdajajo mesta Leiden, Wassenaar in Haag. Občina pokriva površino 11,56 km2 od tega 0,4 km2 vodne površine.
Mestece je razmeroma premožno; večina prebivalcev Voorschotena se dnevno vozi na delo, v Haag ali Leiden. Kljub temu, da se nahaja v enem najgosteje poseljenih območij na Nizozemskem in na svetu, mesto ohranja močno, neodvisno identiteto in vaško vzdušje. 

## Zgodovina
V kraju se nahaja več zgodovinskih zgradb. Na primer stari grad Duivenvoorde in dvorec Vredenhof, ki ga je prenovil Diederik Jansz Graeff. Dvorec je bil do 18. stoletja v lasti plemiške družine De Graeff iz Voorschotena ali okolice. V občini ali kraju je več podeželskih posestev s podeželskimi dvorci. 

Bijdorp je leta 1634 postal podeželsko posestvo z dvorcem. Na istem mestu je bila prej kmetija , ki je bila v 16. stoletju v lasti viteza Jakoba Oema van Wijngaardna. Posestvo je leta 1875 prešlo v last kongregacije dominikank svete Katarine Sienske, privrženk svetega Dominika. Podeželsko posest so spremenili v samostan in leta 1895 kompleksu dodali majhno križno cerkev v neogotskem arhitekturnem slogu. Sestre so poskrbele za izobraževanje - Rimskokatoliški inštitut Lurške Marije - in mlade dame plemenitega stanu so ostale v internatu, da bi uživale civilno in tudi versko izobraževanje.
Floris V. Holandski je Voorschotenu že leta 1282 podelil trške pravice.
V zadnjih letih se je naselje precej razširilo z več dodatnimi stanovanjskimi območji, kot so Starrenburg, Krimwijk II in nazadnje Voorsche Park. V mestecu so številne cerkve, ki se nahajajo po vsem mestu, od katerih sta najbolj znana glavna cerkev, ki se nahaja v zgodovinskem središču Voorschotena, in cerkev sv. Lovrenca, ki se nahaja na severu mesta.
Bližina mesta Haagu, pa tudi prisotnost Britanske šole na Nizozemskem  v mestu in Haaške Ameriške šole v bližnjem Wassenaarju botruje temu, da ima Voorschoten številno skupnost izseljencev, zlasti britanskih državljanov.

## Lokalna vlada
Občinski svet Voorschoten je sestavljen iz 21 občinskih svetnikov.

## Javni prevoz
Voorschoten ima odlične povezave z javnim prevozom do preostalega dela Randstada. Železniška postaja Voorschoten se nahaja na železnici Amsterdam–Rotterdam in vlaki redno vozijo proti Haagu in Amsterdamu.

## Znane osebe iz kraja
- Melchior Treub (1851–1910), nizozemski botanik, ustanovitelj Bogorskega kmetijskega inštituta
- Lodewijk Thomson (1869–1914) nizozemski vojaški poveljnik in politik
- Max van der Stoel (1924–2011) nizozemski politik, diplomat in pravnik
- Piet Bukman (rojen 1934) upokojeni nizozemski politik, diplomat in ekonomist
- Benk Korthals (rojen 1944), upokojeni nizozemski politik in pravnik
- Helma Neppérus (rojena 1950) nizozemska političarka, nekdanja davčna inšpektorica, veslačica in občinska svetnica mesta Voorschoten od leta 2002.
- Hans Vijlbrief (rojen 1963), nizozemski javni uslužbenec, ekonomist in državni sekretar za finance

## Galerija slik
- Voorschoten, podeželski dvorec Beresteijn
- Voorschoten Starrenburg
- Voorschoten, Leidseweg
- Voorschoten, Leidseweg
- Van Kempen, Voorschoten